# Páni z Potštejna a Litic
Páni z Potštejna a Litic, později používající jméno Žampachové z Potštejna, byli starý český šlechtický rod, jedna z větví Drslaviců. Pocházeli ze západních Čech a ve 14. století se díky směně pozemkového vlastnictví usadili v podhůří Orlických hor ve východních Čechách. 

## Historie

### Počátky rodu
Za předka rodu je považován Drslav, v letech 1160-1165 kastelán plzeňského hradu. Jeho syn Oldřich ze Žinkov, který zemřel roku 1192 v Palestině za třetí křížové výpravy, byl jedním z prvních českých šlechticů užívajících predikát. Panství si mezi sebou rozdělili dva Oldřichovi synové: Protiva zůstal na Žinkovech a Oldřich si postavil hrad Litice u Plzně. Oldřich z Litic († asi 1216) zemřel bez dědiců. Jeho jediná dcera Markéta vstoupila do doksanského kláštera a litické zboží přešlo do držení jeho bratra Protivy. Ten měl dva syny; Protivu (1235–1245) a Půtu (1254–1289), kteří spojené panství sdíleli společně. Protiva si za své sídlo zvolil Litice, Půta z Křimic si postavil u Žinkov hrad Potštejn (Potenstein, podle jména Půta, latinsky Potho). Od roku 1259 se již psal z Potštejna. Rod se tak rozdělil na dvě větve, potštejnskou a litickou.Z litické větve je znám Soběhrd z Litic, který byl kolem roku 1285 domažlickým purkrabím. Tuto funkci zastával i Půta (nebo jeho stejnojmenný syn).
Ve 13. století pak Půtici na nabídku krále vyměnili některé své statky v západních Čechách za pozemky ve východních Čechách. Ze dvou Půtových synů zůstal Půta v západních Čechách. Jeho potomci drželi Potštejn, Žinkovy a Velký Bor u Horažďovic. Posledním ze západočeských Potštejnů byl Bavor, který zemřel v roce 1437. Jeho jméno figuruje na stížném listu proti Husově upálení. 
Ve východních Čechách Potštejnové prováděli rozsáhlou kolonizaci a vybudovali nová rodová sídla stejných jmen, Litice a Potštejn. Zde se usadil druhý Půtův syn Procek. Ten byl v roce 1311 zabit při sporech pánů s pražskými měšťany a jeho syn Mikuláš pak z pomsty zavraždil významného pražského patricije Peregrina Puše. Z rozkazu krále Jana byl Mikuláš uvězněn a posléze odsouzen k nemalým odškodněním a pokutám. V této době je zmiňován i jeho bratr Půta, který by mohl být předkem pánů z Častolovic. 
Mikuláš z Potštejna své odsouzení nesl jako křivdu. Za bojů mezi českou šlechtou a Janem Lucemburským v roce 1317 patřil ke královým protivníkům a později se stal loupeživým rytířem - napadal statky králových stoupenců, přepadal německé kupecké karavany a za svými výpravami se vydával až na Moravu. V roce 1338 proti němu vytáhl moravský markrabě Karel, který byl za otcovy nepřítomnosti správcem země, dobyl jeho hrad Choceň a další tvrze. Mikuláš se pokořil, ale svých výbojů nezanechal. Královské vojsko proti němu vytáhlo v roce 1339 podruhé a oblehlo Mikuláše na hradě Potštejně. Po devítitýdenním obléhání Karel hrad dobyl; Mikuláš zahynul pod troskami věže, v níž se opevnil a kterou dobyvatelé podkopali. 
Po dobytí Potštejna byl Mikulášův majetek zabaven, ale již v roce 1341 byla část majetku (kromě Chocně a hradu Potštejn) vrácena jeho pěti synům. Ješek zemřel bez potomků a Půta († 1383) se věnoval církevní kariéře (byl od roku 1374 biskupem zvěřínským a arcijáhnem pražským). Ostatní synové založili rodové větve: Čeněk hlavní žampašskou větev, Jindřich větev makovskou (drželi Makov, Morašice, Újezdec a další statky v okolí Litomyšle) a Vaněk moravskou či jaroslavickou větev (Mohelno, Jaroslavice). Vedlejší větve vymřely do konce 15. století.

### Žampachové z Potštejna
Čeněk z Potštejna získal v roce 1357 od Karla IV. žampašské panství s celnicí v Mladkově. ̟Podle hradu Žampachu pak používal on i jeho potomci jméno Žampach z Potštejna. K državám Žampachů patřily např. Žamberk, Vamberk, Králíky či Letohrad (hrad Kyšperk).  
Během husitských válek i poté podporovali Žampachové stranu podobojí. Mikuláš (Mikeš) Žampach z Potštejna († 1427) přivěsil svou pečeť ke stížnému listu proti upálení Jana Husa a byl účastníkem čáslavského sněmu v roce 1421. Po vymřelé větvi rodu zdědil některé statky na Moravě (Nosislav, Jaroslavice). Válečné události panství Potštejnů poškodily - v roce 1421 bylo žampašské panství odvetou za podporu husitství ze strany jeho majitelů vypleněno slezskými katolickými oddíly,  v roce 1428 tudy naopak husité táhli z Čech do Kladska. Mikulášův syn Jan Žampach z Potštejna byl příznivcem Jiřího z Poděbrad a zúčastnil se v roce 1448 dobytí Prahy. Mikulášův vnuk Jan zastával  v letech 1510–1513 úřad nejvyššího mincmistra. Koncem 15. století získal Jan Žampach kladské panství Mezilesí, ale jeho potomci ho udrželi jen několik desetiletí. Během 16. století byli Žampachové z Potštejna nuceni některé državy včetně samotného jádra rodových statků Žampachu zastavovat, některé i odprodali, jiné, zejména na Moravě, naopak vyženili (Jan Žampach s manželkou Eliškou ze Zástřizl Hluk a Nový Světlov). 
Bratři Adam Šťastný († před 1624) a Karel Zdeněk se zapojili do stavovského povstání: Adam přišel o majetek, Karel Zdeněk se hned  v roce 1620 poddal císaři, vyvázl jen s pokutou a později se dokonce stal císařským radou. Jejich strýc Zdeněk († kolem 1639), který mimo jiné koupil Hodonín a Vsetín, byl naproti tomu zapřisáhlý katolík, dokonce vypravil na své náklady pro Ferdinanda II. jezdecký oddíl. Obdržel za odměnu nejen četné statky, ale 22. dubna 1623 i povýšení do stavu říšských hrabat. Jeho syn Jindřich Burian byl hejtmanem brněnského kraje. Jeho smrtí v roce 1645 vymírá celý rod.

## Erb
Páni z Potštejna byli jako odnož rodu Drslaviců patrně téhož původu jako páni z Častolovic, jak napovídají tři kosmé pruhy ve štítu. Pole bývalo původně stříbrné s červenými pruhy, někdy však byly buď obráceny barvy, nebo směr pruhů. Klenotem bylo nejdříve prkno s pruhy totožnými se štítem, ale už koncem 14. století byly klenotem jelení parohy. Od počátku 16. století Žampachové z Potštejna čtvrtili původní znak a křížně jej doplnili modrým polem s pěti zlatými růžemi. Když byli Žampachové povýšeni roku 1622 do stavu říšských hrabat, byl znak upraven tak, že místo polí s růžemi se objevil korunovaný dvouocasý lev a na srdečním štítku říšský orel s císařovou iniciálou F. Změněn byl i klenot a původní parohy nahradili rovněž lev a orel.

## Příbuzenské svazky
Příbuzenskými svazky byli Žampachové z Potštejna spojeni se Šternberky, Kapouny ze Svojkova, z Kunovic, z Lichtemburka, pány ze Zástřizl, Žerotíny, Valdštejny, aj.
Naopak nejsou příbuzní s vladyky ze Žampachu, tj. ani s Hložky ze Žampachu, ani s Koldy ze Žampachu (jde o rody jiného erbovního znamení).